# Serguei Kiriakov
Serguei Kiriakov   (Oriol, 1 de gener de 1970) és un exfutbolista rus de la dècada de 1990.
Fou 25 cops internacional amb Rússia.
Pel que fa a clubs, defensà els colors de FC Dynamo Moscow, Karlsruher SC, Hamburger SV, Tennis Borussia Berlin i Yunnan Hongta.
Un cop retirat ha exercit d'entrenador.